# Attentat du Milk-Bar
L'attentat du Milk-Bar est un attentat du Front de libération nationale (FLN) perpétré à Alger le 30 septembre 1956, pendant la guerre d'Algérie, à l'aide de deux engins explosifs déposés devant le Milk-Bar, un glacier de la place Bugeaud (actuelle place de l'Émir Abdelkader). Le même jour, une troisième bombe explose à la Cafétéria rue Michelet (actuelle rue Didouche-Mourad), alors qu'une autre posée au Maurétania n'explose pas. Cet attentat marque le début de la bataille d'Alger,,.

## Contexte
L'attentat du Milk-Bar est une réponse à celui de la rue de Thèbes, perpétré le 10 août 1956 par l'ORAF, une organisation anti-indépendantiste.

## Description

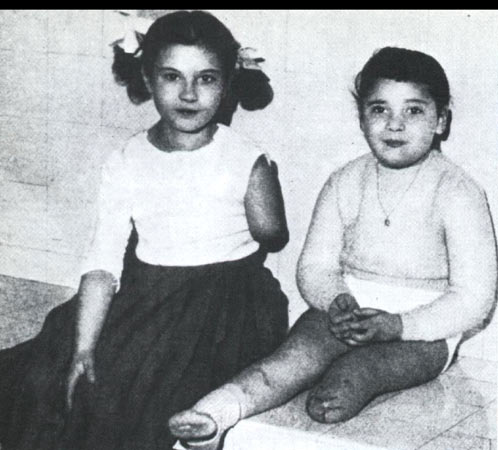
Nicole Guiraud, 8 ou 10 ans, et Danielle Michel-Chich, 5 ans, victimes de l'attentat du Milk-Bar.

Le Milk-Bar (arabe : ميلك بار) est un glacier réputé et fréquenté par des enfants revenant de la plage à cette heure-là. Le dimanche 30 septembre 1956 était le dernier jour des vacances scolaires (l’école débutait le 1er octobre en 1956). Le jour de l'attentat, il y a beaucoup de  monde, des jeunes gens, surtout des familles avec leurs enfants. L'explosion a lieu à 18 h 35. Trois jeunes femmes sont tuées et 60 personnes sont blessées, dont de nombreux enfants. Douze personnes doivent être amputées d'un membre, dont une petite fille de 8 ans ou 10 ans selon les sources, Nicole Guiraud, amputée du bras, et Danielle Michel-Chich, âgée de 5 ans, amputée de la jambe.
Les bombes ont été posées par deux femmes du FLN : Djamila Bouhired et Zohra Drif qui posent la bombe dans la boutique. Djamila Bouhired est capturée en avril 1957 et Zohra Drif le 22 septembre 1957. Soutenues par une intense campagne internationale, les deux femmes sont graciées et libérées en 1962 par le général de Gaulle. La seconde deviendra une haute fonctionnaire de la République algérienne démocratique et populaire.
Comme celles des attentats du bar Otomatic et de la brasserie du Coq Hardi, la bombe qui explose au Milk-Bar est conçue et fabriquée par le médecin Daniel Timsit.